# Bistum Venado Tuerto
Das Bistum Venado Tuerto (lat.: Dioecesis Cervi Lusci, span.: Diócesis de Venado Tuerto) ist eine in Argentinien gelegene römisch-katholische Diözese mit Sitz in Venado Tuerto.

## Geschichte
Das Bistum Venado Tuerto wurde am 12. August 1963 durch Papst Paul VI. mit der Apostolischen Konstitution Summorum Pontificum aus Gebietsabtretungen des Erzbistums Rosario errichtet und diesem als Suffraganbistum unterstellt.

## Bischöfe von Venado Tuerto
- Fortunato Antonio Rossi, 1963–1977, dann Bischof von San Nicolás de los Arroyos
- Mario Picchi SDB, 1978–1989
- Paulino Reale Chirina, 1989–2000
- Gustavo Arturo Help, 2000–2021
- Moon Han-lim, seit 2021